# Jeep Jeepster Commando
Jeep Jeepster Commando – samochód osobowy typu pickup klasy kompaktowej produkowany pod amerykańską marką Jeep w latach 1966 – 1971 i jako Jeep Commando w latach 1971 – 1973.

## Historia i opis modelu

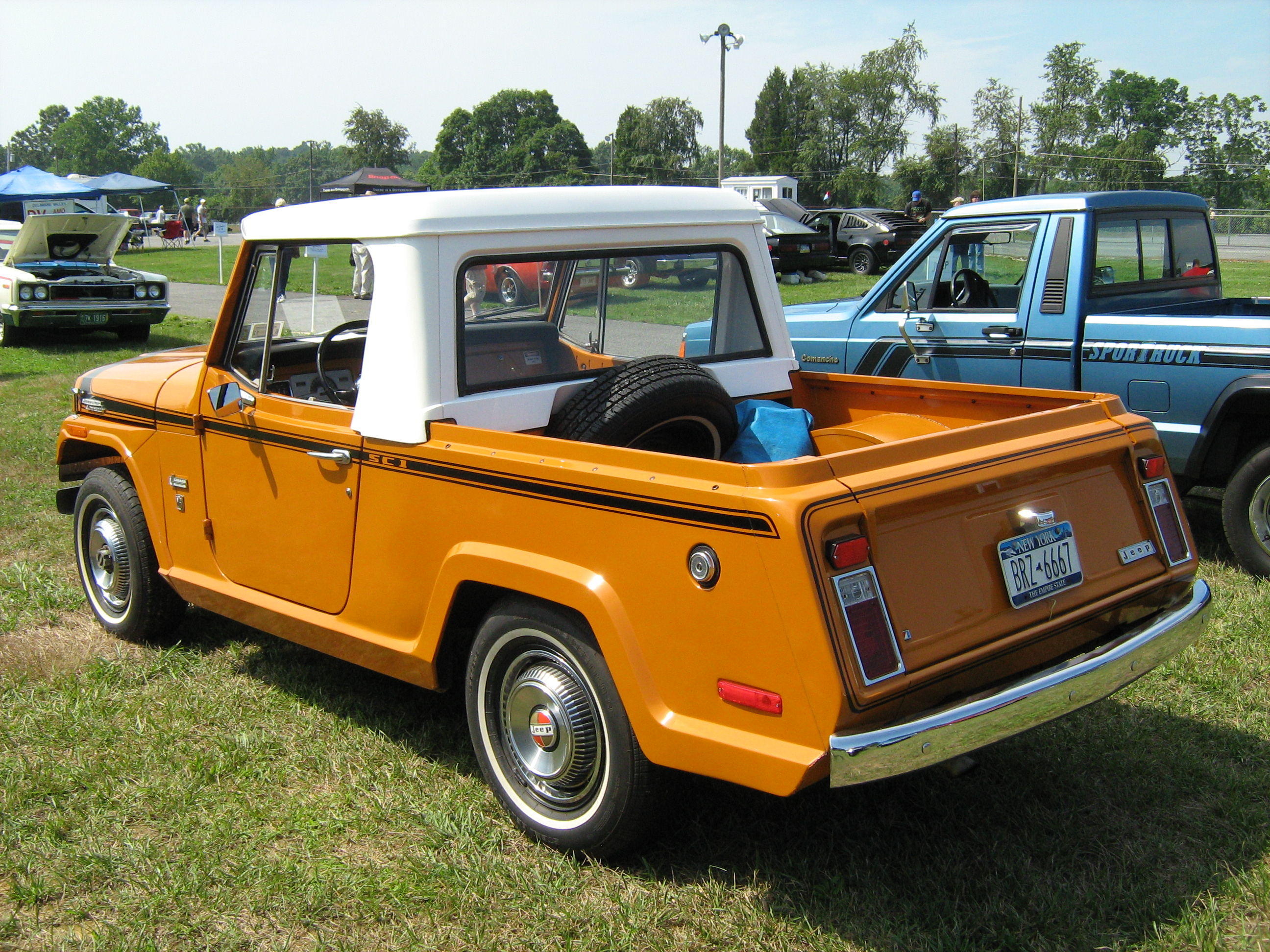
Jeep Jeepster Commando - tył

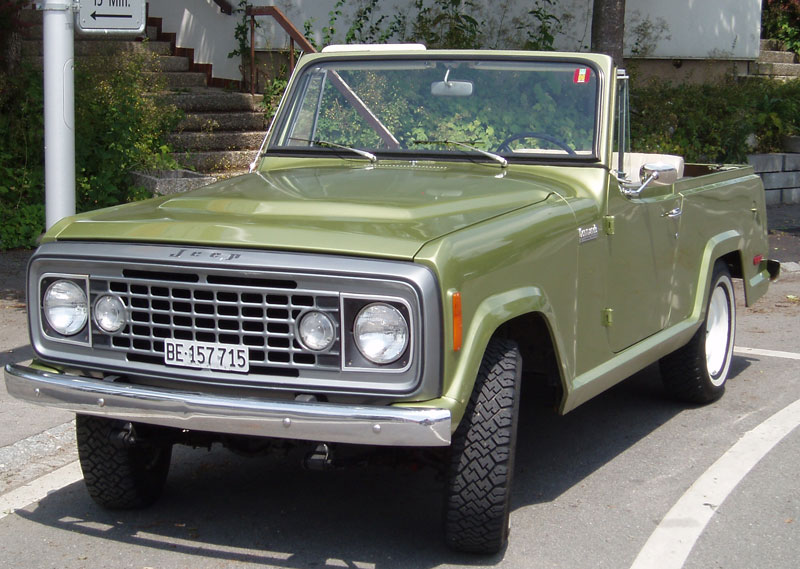
Jeep Commando po liftingu

W 1966 roku Kaiser-Jeep poszerzył swoją ofertę o niewielkiego pickupa pozycjonowanego poniżej sztandarowego modelu Gladiator. Jeepster Commando uzyskał klasyczne dla firmy proporcje nadwozia, z wypukłą maską, okrągłymi reflektorami w wąskim rozstawieniu i podłużnymi, poprzecznymi elementami atrapy chłodnicy. Samochód był pickupem ze składanym dachem wykonanym z materiału.

### Lifting i zmiana nazwy
W 1971 roku Jeep obszernie zmodernizował swój model, zmieniając jego nazwę na krótsze Jeep Commando. W ramach restylizacji pojawił się nowy pas przedni z kanciastymi błotnikami i dużą, chromowaną atrapę chłodnicy z szerszej rozstawionym oświetleniem.

### Silniki
- L4 2.2l Hurricane
- V6 3.6l Dauntless